# Рермос
Рермос (нім. Röhrmoos) — громада в Німеччині, розташована в землі Баварія. Підпорядковується адміністративному округу Верхня Баварія. Входить до складу району Дахау.
Площа — 31,74 км2. Населення становить 6438 ос. (станом на 31 грудня 2020).

## Відомі люди
- Герман Ессер (1900—1981) — політичний та державний діяч нацистської Німеччини.